# Колонна святого Симплициана (Фащевка)
Колонна святого Симплициана — памятник в деревне Фащевка Шкловского района Могилевской области. В местном фольклоре имеет названия «фашчаўскі ёлуп», «фашчаўскі ёлупень».

## История
Точное назначение мемориала неизвестно. Есть как минимум две версии. По одной из них считается, что памятник установлен католическими монахами на месте захоронения части Животворящего Креста Господня и мощей святого мученика Симплициана. Сначала святыни хранились в храме, но после восстания 1830-1831 годов, когда российские власти стали преследовать католиков, верующие перенесли части креста и мощи на кладбище и поставили колонну, а на кладбище сверху установили скульптуру св. Симплициана. Кирпичи якобы привозили из Варшавы  .
По другой версии, во времена правления польского помещика в город пришел отряд ордена иезуитов во главе с рыцарем Симплицианом, чтобы обратить жителей в католическую веру. Народ восстал, а вождь отряда погиб. На местном кладбище в знак чести была воздвигнута высокая колонна с деревянным воином на вершине  .
Белорусский писатель Владимир Короткевич в романе « Черный замок Ольшанских » упомянул фащавскую колонну: «В деревне Фащевка под Шкловом когда-то в средние века была иезуитская миссия и рядом с ней на высокой колонне стояла статуя. Благодарные люди забыли, кто это: святой или какой-то государственный деятель, но прочно закрепили в словаре слово «ёлуп хвашчоўскі» для обозначения чего-то глупого и бесполезного». Следует отметить, что данный эпизод встречается только в русскоязычной версии произведения  .
По воспоминаниям местных жителей, деревянная скульптура св. Симплициана, стоявшая на вершине колонны, находилась на штыре, обращенном в сторону, откуда шла война. Однако в настоящее время скульптура сгнила и в ней уже не узнать фигуру святого. У местной католической общины нет средств на восстановление памятника  .

## Описание
Четырехгранный столб высотой 10-15 м сложен из красного кирпича. В основании квадратная, далее цилиндрическая, суженная к горе колонна, наверху деревянная скульптура.